# Денят на прокълнатите
„Денят на прокълнатите“ (на английски: Doomsday) е научнофантастичен екшън филм от 2008 г., написан и режисиран от Нийл Маршъл.